# Gare d'Écouflant
La Gare d'Écouflant est une gare ferroviaire française de la ligne du Mans à Angers-Maître-École, située sur le territoire de la commune d'Écouflant, dans le département de Maine-et-Loire en région Pays de la Loire. 
Elle a été mise en service en 1863 par la compagnie des chemins de fer de l'Ouest. C'est aujourd'hui une gare ferroviaire de la Société nationale des chemins de fer français (SNCF) desservie uniquement par des trains de marchandises. La desserte par des trains express régionaux TER Pays de la Loire a cessé le soir du 1er juillet 2017.

## Situation ferroviaire
Établie à 32 mètres d'altitude, la gare d'Écouflant est située au point kilométrique (PK) 301,384 de la ligne du Mans à Angers-Maître-École, entre les gares ouvertes du Vieux-Briollay et d'Angers-Maître-École.

## Histoire

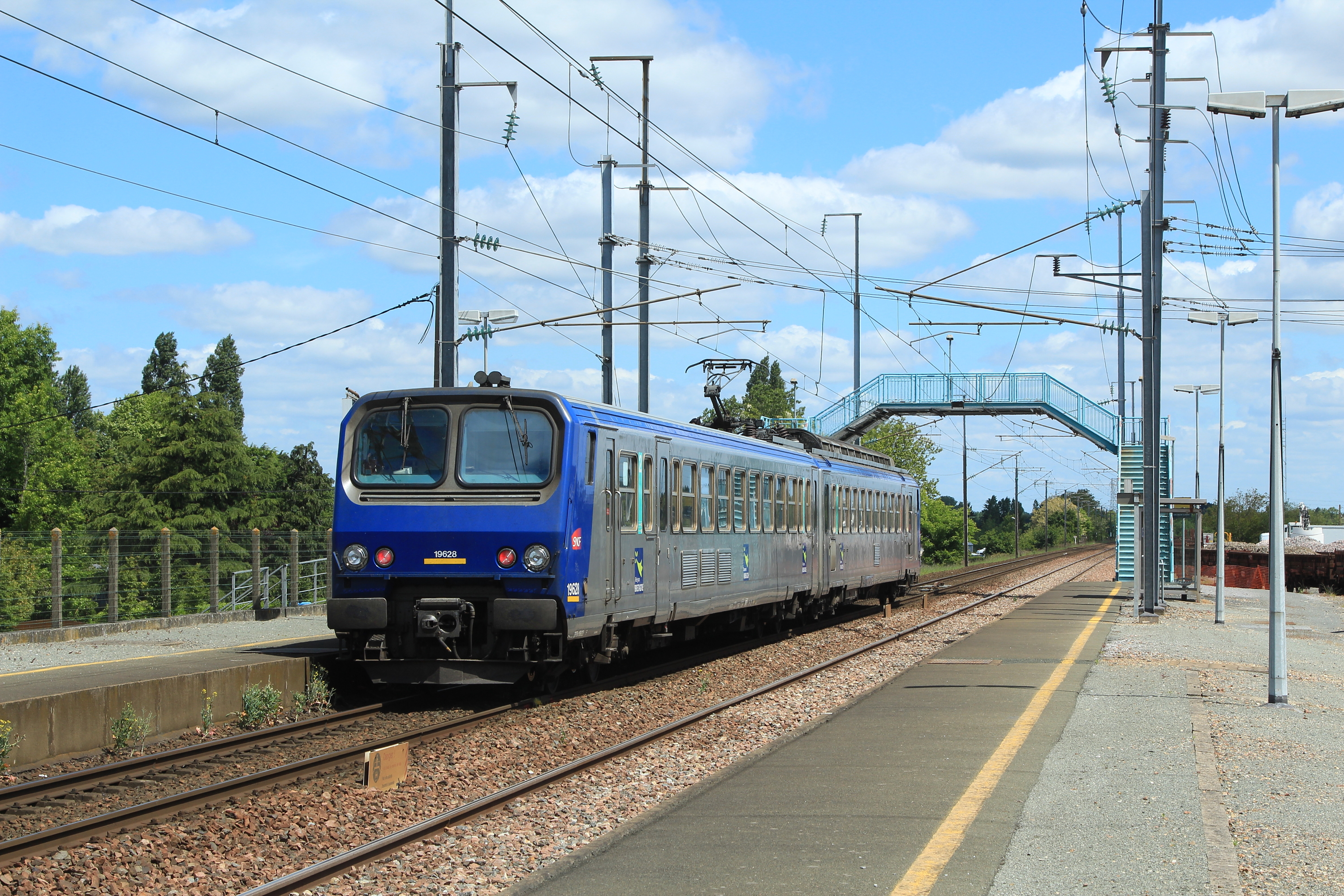
Une Z 9600 dessert la gare.

La compagnie des chemins de fer de l'Ouest met en service la station d'Écouflant le 7 décembre 1863 lors de l'ouverture du trafic sur la voie ferrée de Sablé à Angers.
À l'occasion de la refonte des horaires liées à la mise en service de la LGV Bretagne-Pays de la Loire, la gare n'est plus desservie par aucun train de voyageurs à partir du 2 juillet 2017,. Auparavant, elle était desservie par des trains TER Pays de la Loire circulant entre Le Mans, ou Sablé, et Angers-Saint-Laud.

## Service des voyageurs
La gare est fermée à tout trafic voyageurs.

## Service des marchandises
Cette gare est ouverte au service du fret (train massif seulement).